# A Dominikai Köztársaság címere

A Dominikai Köztársaság címere

A Dominikai Köztársaság címere egy vörös és kék színű negyedelt pajzs, azon nemzeti zászlókkal, egy kereszttel és a Bibliával. Két oldalt pálma és babérkoszorú övezi. Alul vörös szalagon az ország neve, felül kék szalagon pedig az ország mottója olvasható „Dios, Patria, Libertad” (Isten, haza, szabadság).